# Ty Murray
Ty Monroe Murray (Phoenix, Arizona, 11 de octubre de 1969) es un vaquero estadounidense nueve veces campeón mundial de rodeo estadounidense. Él es un integrante del Salón de la Fama ProRodeo en Colorado Springs, Colorado, en el evento general. Es uno de los cofundadores y asesor de la junta de Professional Bull Riders (PBR). También brinda comentarios en color durante los eventos Construidos Ford Tough Series (BFTS) de PBR en CBS Sports Network.

## Primeros años
Murray nació en Phoenix, Arizona de Joy y Harold "Butch" Murray. Él tiene dos hermanas, Kim y Kerri. El padre de Murray, que es de ascendencia irlandesa, es un ex montador quien poseía un negocio en el que operaba equipos de arranque en hipódromos de todo Estados Unidos. La madre de Ty Murray era un jinete joven en la National Little Britches Rodeo Association y ganó el primer lugar en la competencia nacional de Little Britches Rodeo Bull Riding. Cuando era niño, a Murray le enseñaron los fundamentos del rodeo por su padre y su madre. Más tarde fue asesorado por el entonces campeón del mundo de toros y vaquero versátil, Larry Mahan, quien había ganado más campeonatos de la National Finals Rodeo (NFR) en primer lugar que «All Around Cowbo"» en la historia. A la edad de 9 años, su maestro le pidió a Ty que escribiera un artículo sobre lo que quería ser cuando creciera. Todo su ensayo fue el siguiente: «Quiero romper el récord de Larry Mahan».

## Carrera
Murray compitió en la Asociación de Rodeo de la Escuela Secundaria de Arizona, donde fue el All-Around Champion Cowboy y condujo a Arizona a su primer Campeonato Nacional de Asociación de Rodeo de la Escuela Secundaria en 1987. También fue el National All-Around Champion ese año, compitiendo todos los obstáculos. eventos de acciones, así como corte. Fue al Odessa College donde compitió en rodeo para la escuela. Cuando cumplió 18 años, se unió a la Professional Rodeo Cowboys Association (PRCA). Murray se convirtió en el más joven de todos los tiempos, según el Libro Guinness de los récords.
Murray ganó siete veces el título de World All-Around Champion (1989-1994, 1998), fue el principal ganador de dinero en los eventos de bareback, saddle bronc y monta de toros en esos años. Además, Murray ganó el PRCA World Bull Riding Championship en 1993 y 1998. En 1994, Murray rompió el récord de seis títulos de Mahan y Ferguson y empató el récord de Ferguson de haber ganado seis títulos consecutivos. En 1998, Murray ganó su séptimo título, sobrepasando a los dos y manteniendo el récord de títulos completos en siete títulos. Fue entonces cuando comenzaron a llamar a Murray «Rey de los Vaqueros». En 2010, Trevor Brazile ganó su octavo título general, superándolos a todos. En 2015, Brazile ganó su decimotercer título general, asegurando que pasaría mucho tiempo antes de que alguien rompa su récord. Si solo comparas los números, parece obvio que Brazile se destaca con el doble de títulos completos. Pero Brazile ganó sus títulos con eventos de roping. Murray ganó sus títulos en eventos de roughstock, específicamente monta de toros, saddeback bronc riding y bareback bronc riding, y nadie más ha ganado tantos títulos completos en esos tres eventos. Murray dominó los deportes de roughstock en su época, y desde entonces nadie ha hecho nada parecido. Y el PRCA reconoció esto, lo introdujeron en su Salón de la Fama ProRodeo a una edad muy temprana.
Después de romperse los ligamentos cruzados posteriores, primero en la rodilla derecha y más adelante en la izquierda, Murray tuvo ambas rodillas reconstruidas en 1995. Estuvo fuera del rodeo durante un año. Durante ese tiempo, compró un rancho de 2,400+ acres (8 km²) en Stephenville, Texas. En 1996, seis semanas después de su regreso al rodeo, se dañó el hombro durante el evento de toros George Paul Memorial de la serie Bud Light Cup (PBR) en Del Río, Texas. La cirugía lo dejó por un año más, lo que le costó ser un importante patrocinador. Su regreso en 1997 fue asombroso, luego se rompió el hombro en el evento PBR Bud Light Cup Series en San Luis, Misuri, y lo despidió por un año más. Después de un total de tres años de baja, Murray regresó en 1998 para ganar el Campeonato Mundial de la Aviación Mundial por el séptimo lugar, así como su segundo título de Campeón del Mundo de Bull de la APCA. También se clasificó para las finales de PBR en 1998 y terminó 20° en la clasificación mundial de PBR ese año.
En 1999 Murray conoció a la cantante y compositora Jewel Kilcher, cuyo padre había sido un campeón de rodeo de Alaska All-Around, y se convirtieron en pareja. Los dos se casaron en 2008 en una playa en las Bahamas. Murray se unió al PBR a tiempo completo en 2000 (después de dividir su tiempo entre el PBR y el PRCA en los años previos). Calificó para las Finales Mundiales de PBR de 1994-96 y 1998-2002, pero no compitió en las finales en 1995, 1996 y 2002 debido a lesiones. Él y Jewel escribieron la canción «Til We Run Out of Road» sobre Murray y Cody Lambert. Jewel también lo mencionó, aunque no por su nombre, en su canción «Stephenville, TX». Ella aparece con él en uno de los comerciales de «Man Law». El 11 de julio de 2011 Jewel dio a luz a su hijo, Kase Townes Murray.
Murray fue el Reserve World Bull Riding Champion en el PBR de 1999 a 2001. En abril de 2002, después de una lesión en el cuello durante el evento de PBR BFTS (anteriormente llamado Bud Light Cup Series) en Billings, Montana, Murray se retiró oficialmente de la equitación, y competencia de rodeo por completo. En las PBR World Finals de 2002, Murray fue incluido en la Heroes & Legends Celebration: Ring of Honor de PBR.
Murray apareció en la serie de comerciales de Miller Lite, «Man Laws». Él es un locutor frecuente en eventos televisados de PBR Bull Riding. Tomó ofertas de endoso de producto al siguiente nivel, cuando se negó a firmar por menos de su valor percibido. La contratación de Ty de un agente hizo aceptable que sus compañeros vaqueros contrataran agentes, por lo que los endosos pagos se han convertido en un complemento lucrativo de las ganancias anuales de un vaquero.
A partir de 2014, es un miembro permanente de la junta de PBR.
En noviembre de 1999 Murray apareció como él mismo en un episodio de Walker, Texas Ranger en la temporada 8, episodio 8 titulado «Widow Maker».
En 2007, Murray, junto con su esposa Jewel, aparecieron en la serie de telerrealidad de ABC, Fast Cars and Superstars: The Gillette Young Guns Celebrity Race, con una docena de celebridades en una competencia de carreras de stock car. En la primera ronda de competencia, Murray se enfrentó al patinador Tony Hawk y la actriz Krista Allen.
En agosto de 2007 volvió a la televisión cuando CMT creó Ty Murray’s Celebrity Bull Riding Challenge. Murray intentó enseñar a nueve celebridades el arte de montar toros.
En enero de 2008 apareció como él mismo en un episodio de CSI.
El 8 de febrero de 2009 se anunció que tanto Murray como Jewel serían concursantes en la octava temporada de Dancing with the Stars, lo que significa la primera vez que un esposo y una esposa aparecieron como concursantes en el programa en la misma temporada; sin embargo, Jewel tuvo que retirarse de la competencia debido a una lesión sufrida durante la práctica de pretemporada. Murray fue emparejado con la nueva bailarina profesional de Dancing with the Stars, Chelsie Hightower. Murray fue eliminado en las semifinales de la décima semana.
En 2009, Murray y Jewel aparecieron en el especial de HGTV, Celebrity Holiday Homes.
En enero de 2010, Murray y Jewel aparecieron en la serie de telerrealidad de ABC, Extreme Makeover: Home Edition.
El 22 de febrero de 2010, Murray fue copresentador de WWE Raw en USA Network con su esposa Jewel, donde tuvieron una competencia de toros para las divas.
El 2 de julio de 2014, Jewel anunció que había solicitado el divorcio de Murray, pero que los dos seguirían siendo amigos y seguirían criando a su hijo juntos.
El 1 de septiembre de 2016, Blastingnews anunció que Ty Murray y Paige Duke anunciaron su compromiso. Paige hizo los detalles del compromiso en su página de Facebook, y agregó imágenes del anillo y las imágenes con Ty. Aparentemente, él le propuso ir de excursión. Paige compartió los detalles de por qué Ty eligió este lugar diciendo: «Le había dicho a Ty que quería casarme en la cima de una montaña y él, como mi madre, había dicho que sería muy estresante y que todos no podrían caminar hacia arriba jaja ¡En su lugar, dijo, te lo propuse en la cima de una montaña!».
El 30 de septiembre de 2017, Ty Murray y su prometida, Paige Duke, se casaron en Quarry en Carrigan Farms, Carolina del Norte. La fiesta de bodas corrió a aproximadamente 200 invitados. El hijo de Ty y Jewel, Kase, era el mejor hombre de Ty. La exesposa de Ty, Jewel, no asistió.

## Honores
- 2018 Bull Riding Hall of Fame[21]
- 2016 Texas Rodeo Cowboy Hall of Fame[22]
- 2015 heyenne Frontier Days Hall of Fame[23]
- 2013 California Rodeo Salinas Hall of Fame[24]
- 2011 Arizona Sports Hall of Fame[3]
- 2002 PBR Heroes & Legends Celebration: Ring of Honor[7]
- 2002 Texas Cowboy Hall of Fame[25]
- 2000 ProRodeo Hall of Fame[26]
- 1999 Texas Sports Hall of Fame[27]
- 1989 Rodeo Hall of Fame del National Cowboy and Western Heritage Museum[28]
- 1988 Cowboy Capital Walk of Fame[29]